# Richard Bennett (Segler)
Richard John Bennett (* 16. Februar 1932 in Port of Spain) ist ein ehemaliger trinidadischer Regattasegler.

## Biografie
Richard Bennett nahm an den Olympischen Sommerspielen 1960 für die Mannschaft der Westindischen Föderation teil. Gemeinsam mit Gerald Bird startete er in der Regatta mit dem Flying Dutchman und belegte den 30. Rang.
1972 nahm er ein zweites Mal an Olympischen Spielen teil. Gemeinsam mit David Farfan startete er in Kiel für Trinidad und Tobago erneut in der Regatta mit dem Flying Dutchman, wo das Duo den 28. Platz belegte.